# RollerCoaster Tycoon 3
RollerCoaster Tycoon 3 è il seguito 3D della saga RollerCoaster Tycoon, uscito nel 2004. Si tratta di un videogioco di tipo gestionale, dove si dirige un parco di divertimento. Questa versione è stata sviluppata da Frontier Developments, ma vi ha collaborato anche lo sviluppatore Chris Sawyer, autore dei primi due fortunati titoli.
Novità (oltre il 3D):
- Tutorial manuali dove il giocatore dovrà eseguire dei passaggi indicati dal gioco mediante testi;
- Ogni scenario presenta vari obiettivi a tre livelli di difficoltà (Apprendista, Imprenditore e Magnate);
- Nuova modalità illimitata, dove il giocatore ha la possibilità di costruire tutto ciò che vuole senza limiti di denaro e obiettivi da raggiungere;
- Editor di scenari completamente ampliato, anche perché in RollerCoaster Tycoon 2 erano presenti molti limiti;
- Nuovo editor di persone, dove è possibile creare i propri gruppi;
- Nuovo editor di edifici, dove è possibile esercitarsi a costruire gli edifici
- Ora è possibile caricare percorsi realizzati nelle due precedenti versioni di RollerCoaster Tycoon e inserirli nel proprio parco (alcuni potrebbero non funzionare correttamente, a causa del passaggio dal 2D al 3D)
- Ora è possibile creare i propri spettacoli di MixMaster, cioè gli spettacoli di fuochi artificiali;
- Per tutte le attrazioni è possibile utilizzare la CoasterCam, una visuale che permette di guardare dalla prospettiva del cliente;
- Ora è possibile aggiungere i propri file musicali e caricarli nel gioco.
- In qualsiasi scenario ci si cimenta, si sente una musica di sottofondo che può essere impostata dal giocatore;
- Non esiste più la visuale isometrica, che aveva creato problemi nelle due precedenti versioni, ma sarà possibile impostare una visuale praticamente da ogni angolazione a 360°.

## Espansioni del gioco
L'espansione Soaked dà la possibilità di costruire parchi acquatici. L'espansione Wild dà la possibilità di trasformare il proprio parco in un vero e proprio zoo. Si ha la possibilità di creare uno spettacolo di leoni o di tigri. Ovviamente sarà possibile fare un misto tra queste caratteristiche e quelle originali. L'espansione Soaked come anche la versione base del gioco è uscita in multi5, cioè contenente come lingue predefinite italiano, francese, inglese, tedesco e spagnolo. 

## Requisiti

### RollerCoaster Tycoon 3
Minimi
Sistema operativo Windows 98/ME/2000/XP; processore Pentium III o Athlon 1000; RAM 128 MB (256 MB per Windows XP); hard disk 800 MB liberi; lettore CD-ROM 8X; scheda video ATI Radeon 8500 o GeForce 3; scheda audio a 16 compatibile con Windows 98/ME/2000/XP (per l'audio Dolby Digital è richiesta una soluzione audio per PC contenente Dolby Digital Live); DirectX 9.0 (incluso sul CD) (schede video e audio devono essere compatibili con DirectX 9.0)
Consigliati
Sistema operativo Windows 98/ME/2000/XP; processore Pentium III o Athlon 1000; RAM 256 MB (384 MB per Windows XP); hard disk 800 MB liberi; lettore CD-ROM 8X o superiore; scheda video ATI Radeon 8500 o GeForce 3; scheda audio a 16 bit compatibile con Windows 98/ME/2000/XP (per l'audio Dolby Digital Live è richiesta una soluzione audio per PC contenente Dolby Digital Live); DirectX 9.0 (incluso sul CD) o superiore (schede video e audio devono essere compatibili con DirectX 9.0)

### Soaked!
Sistema operativo Windows 98SE/ME/2000/XP; processore Athlon o Pentium 1000 MHz; RAM 256 MB (384 MB per Windows XP); hard disk 800 MB liberi; lettore CD-ROM 8X; scheda video 64 MB e T&l hardware; scheda audio a 16 bit compatibile con Windows 98SE/ME/2000/XP; DirectX 9.0c (incluso sul CD) (schede video e audio devono essere compatibili con DirectX 9.0c)

### Wild!
Minimi
Sistema operativo Windows 98SE/ME/2000/XP; processore Pentium III 1 GHz; RAM 256 MB (384 MB per Windows XP); hard disk 800 MB liberi; lettore CD-ROM 8X; scheda video Hardware T&L; scheda audio compatibile con DirectX 9.0c (per le prestazioni Audio Dolby Digital è necessario un impianto PC audio provvisto di Dolby Digital Live); DirectX 9.0c (incluso sul CD) (scheda video deve essere compatibile con DirectX 9.0c)
Consigliati
Sistema operativo Windows XP; processore Pentium III 1,3 GHz o superiore; RAM 512 MB; hard disk 800 MB liberi; lettore CD-ROM 8X o superiore; scheda video 64 MB Hardware T&L; scheda audio compatibile con DirectX 9.0c (per le prestazioni Audio Dolby Digital è necessario un impianto PC audio provvisto di Dolby Digital Live); DirectX 9.0c (incluso sul CD) o superiore (scheda video deve essere compatibile con DirectX 9.0c